# Enzymatische bruinkleuring

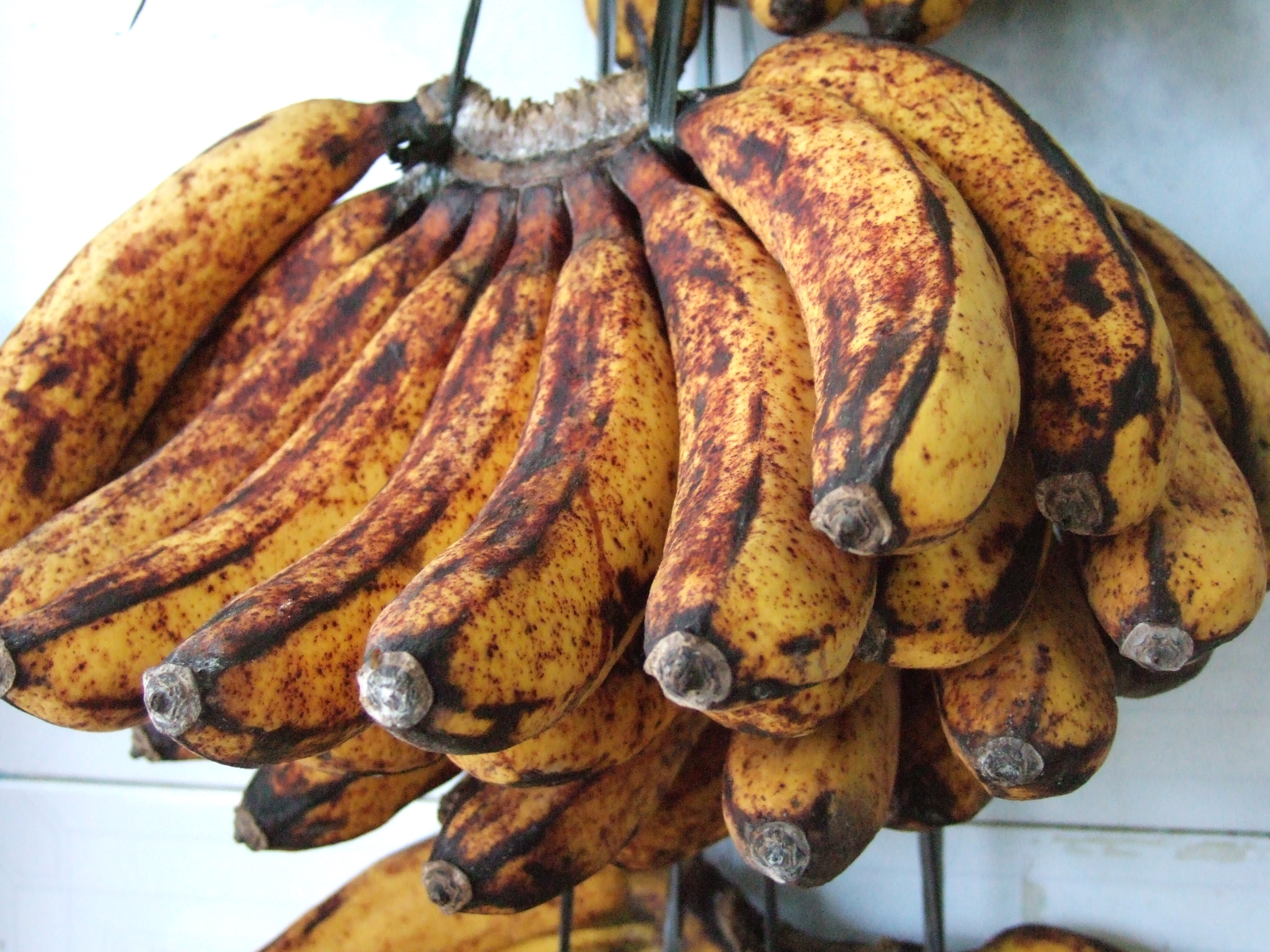
Enzymatische bruinkleuring van bananen

Enzymatische bruinkleuring is het gevolg van een enzymatische oxidatie door polyfenoloxidase, catecholoxidase en andere enzymen, waarbij melaninen en benzochinonen uit natuurlijke polyfenolen gevormd worden.
Enzymatische bruinkleuring geeft aan thee smaak en kleur aan gedroogd fruit, zoals bij vijg en rozijn.
Enzymatische bruinkleuring is nadelig bij onder andere avocadovruchten en appels, omdat het na het schillen het vruchtvlees snel bruin kleurt door de blootstelling aan de zuurstof in de lucht. Dit kan worden tegengegaan door het toevoegen van citroensap of andere zuren. Hierbij wordt de pH verlaagd en gaat het koperbevattende cofactor van het enzym af, waardoor het niet meer werkt. Andere methoden om bruinverkleuring te voorkomen zijn:
- blanchering waarbij de enzymen gedenatureerd worden.
- Bewaren bij lage temperatuur waardoor de reactie wordt vertraagd.
- Bewaren onder inert gas, zoals stikstof, waardoor geen zuurstof kan toetreden.
- Toevoegen van chemische stoffen, zoals natriumwaterstofsulfiet en citraten.

Arctic Apples zijn appels die zodanig genetisch gemodificeerd zijn dat het verantwoordelijke gen voor de expressie van polyfenol-oxidase door silencing niet meer werkt.
De Maillardreactie geeft een niet enzymatische bruinkleuring.